# Airvault
Airvault é uma comuna francesa na região administrativa da Nova Aquitânia, no departamento de Deux-Sèvres. Estende-se por uma área de 63.88 km². Em 2010 a comuna tinha 3 338 habitantes (densidade: 52,3 hab./km²).
Em 1 de janeiro de 2019, a antiga comuna de Tessonnière foi incorporada.